# Ksawerów (osiedle)
Ksawerów – osiedle mieszkaniowe w dzielnicy Mokotów w Warszawie.

## Położenie i charakterystyka
Osiedle znajduje się w stołecznej dzielnicy Mokotów, na obszarze Miejskiego Systemu Informacji Ksawerów. Położone jest w rejonie ulic Ksawerów, Modzelewskiego, alei Niepodległości i Okęckiej.
Wybudowane zostało w latach 1961–1970 (lub 1962–1968) według projektów Leszka Kołacza i Zbigniewa Zollera. Składa się z 21 budynków mieszkalnych o 5–11 kondygnacjach. Zabudowę uzupełniają pawilony handlowe, a także dwie szkoły, w tym jedna tzw. szkoła tysiąclecia. Budynki wzniesiono wokół przedwojennych domów na terenie historycznego Ksawerowa – trzydziestohektarowej posiadłości należącej do Ksawerego Pusłowskiego. Znajdował się tam Instytut Moralnie Zaniedbanych Dzieci oraz pola uprawne i ogrody.
Za realizację osiedla odpowiedzialna była branżowa Spółdzielnia Mieszkaniowa „Budowlani”, która została założona w 1957 roku jako „MSM Projektant”, a w 1967 zmieniła nazwę na Spółdzielnię Mieszkaniową „Mokotów”. W 1961 oddano do użytku pierwszy budynek osiedla, który był jednocześnie pierwszym wzniesionym przez spółdzielnię. W 1991 roku nastąpiły podziały i zarządzenie poszczególnych części Ksawerowa przejęły: Spółdzielnia Mieszkaniowa „Projektant” (pięć budynków oraz garaże wzdłuż al. Niepodległości), Spółdzielnia Budowlano-Mieszkaniowa „Oszczędna” i Spółdzielnia Mieszkaniowa „Ksawerów”.

## Inne informacje
Na Mokotowie znajduje się drugie osiedle o nazwie Ksawerów – położone wzdłuż ulicy Puławskiej, zbudowane w 1955 roku według projektu tzw. Tygrysów.